# Movimento Giovani Comunisti di Francia
Il Movimento Giovani Comunisti di Francia (in francese: Mouvement Jeunes Communistes de France; abbreviato in MJCF o semplicemente in JC) è l'organizzazione giovanile del Partito Comunista Francese, fondata nel 1920.

## Storia
Il MJCF è stato fondato nel novembre del 1920, quando la maggioranza della Gioventù Socialista decide di aderire all'Internazionale Giovanile Comunista. L'anno successivo l'organizzazione assume il nome di Federazione Nazionale delle Gioventù Comuniste (Fédération Nationale des Jeunesses Communistes). Nel 1945 l'organizzazione decide di entrare nell'Unione della Gioventù Repubblicana di Francia (Union de la Jeunesse Républicaine de France), che è stata, con i suoi 250.000 iscritti, la più grande organizzazione giovanile della storia della Francia. Nel 1956 l'organizzazione assume la denominazione attuale.
Pur essendo la giovanile del PCF, il MJCF gode di una larga indipendenza organizzativa.